# Esperanza Botella
Esperanza Botella Pombo (Torrelavega, Cantabria 1947) es una historiadora española nombrada “Torrelaveguense ilustre 2011”, y presidenta UNICEF Comité Cantabria.

## Trayectoria
Licenciada en Geografía e Historia, especialidad Historia Medieval, por la Universidad de Cantabria y diplomada Licence-dès-Arts, Section Lettres Modernes, por la Faculté des Lettres de l’ Institut Catholique de París.
Su actividad profesional está orientada en la gestión y conservación del patrimonio histórico de Cantabria, apoyando la investigación histórica, especialmente medieval, referida a la mayoría de las comarcas de Cantabria, sus instituciones y organizaciones privadas o públicas. Muchas de esas investigaciones han generado la publicación de documentos, como los del Archivo Secreto Vaticano referentes a Cantabria (años 1214-1484).  
Colaboró con el Ayuntamiento de Torrelavega en los actos del Centenario y ha escrito libros sobre esta ciudad. Ha colaborado con la Gran Enciclopedia de Cantabria, redactando varias voces relativas a la Historia rural Medieval. 
Desde los años 80 ha estado vinculada profesionalmente  a la Fundación Marcelino Botín. Durante casi tres décadas ocupó sucesivamente diversas áreas y responsabilidades en la institución,  responsable del Servicio de Información, así como Relaciones Exteriores y Publicaciones; el año 1991 ocupó  la  secretaría general técnica y nueve años después en el año 2000, hasta el año 2011, el cargo de subdirectora.Realizó proyectos de patrimonio y publicaciones como Patrimonio Histórico y Natural desde la Fundación Marcelino Botín, ‘Una actitud y una función’; y ‘Un viaje de tres mil leguas’. La experiencia de la Fundación Marcelino Botín en la gestión del Patrimonio. Desde 1991 ocupó el cargo de secretaria general técnica y desde 2000, hasta este mismo año 2011, el de subdirectora.
Es Miembro del  consejo científico UNATE, de la Universidad Permanente en Cantabria.La Universidad Europea del Atlántico y la Fundación Universitaria Iberoamericana (FUNIBER).  Firmaron en 2017 un convenio con UNICEF Comité Español para contribuir a mejorar el desarrollo de la infancia.
̇̇Esperanza Botella fue nombrada “Torrelaveguense ilustre 2011”, distinción del Grupo de Opinión Quercus, destacando  dos competencias que son difíciles de encontrar en una misma persona: la eficacia en la gestión y el enfoque de sus actuaciones desde el prisma del humanismo.

## Publicaciones
El Diario montañes ofrece un listado de todos los artículos  publicados por Esperanza Botella en este medio
Así como Dialnet recoge el listado de colaboraciones en publicaciones.
Desde la Fundación Marcelino Botín Patrimonio Histórico y Natural, ‘Una actitud y una función’; y ‘Un viaje de tres mil leguas. La experiencia de la Fundación Marcelino Botín en la gestión del Patrimonio.
Otras de sus publicaciones abordaron perfiles de Juan de Herrera, ‘la voluntad de un cántabro alterada por la Historia’; ‘El mundo de Pancho Cossío. Escritos, dibujos, pintura y recuerdos personales’ y el estudio ‘Colonización Ultramontana. El monasterio de San Vicente de Fístoles’, en homenaje al profesor García Guinea.
Autora de numerosas publicaciones, destacan entre ellas el libro ‘La Serna. Ocupación, organización y explotación del espacio en la Edad Media (800-1250)’ (1988), y sus artículos sobre artistas como Pancho Cossío o sobre el Patrimonio Histórico y Natural. 
Los derechos de la infancia en el entorno digital.
Presente y futuro de la infancia.
La Serna en 1988 